# Grigorij Aleksandrow
Grigorij Wasiliewicz Aleksandrow (ros. Григорий Васильевич Александров; ur. 10 stycznia?/23 stycznia 1903 w Jekaterynburgu, zm. 16 grudnia 1983 w Moskwie) – radziecki reżyser i scenarzysta filmowy, operator, montażysta i aktor.
Preferował gatunek muzycznej komedii filmowej z elementami komicznej, beztroskiej satyry, w której fabuła nie była najistotniejsza. Jego najsłynniejsze filmy: Świat się śmieje, Cyrk, Wołga-Wołga, Jasna droga, Wiosna. Był też współpracownikiem Siergieja Eisensteina.
Jego żoną była gwiazda jego filmów Lubow Orłowa, miał syna Duglasa z poprzedniego małżeństwa.

## Życiorys

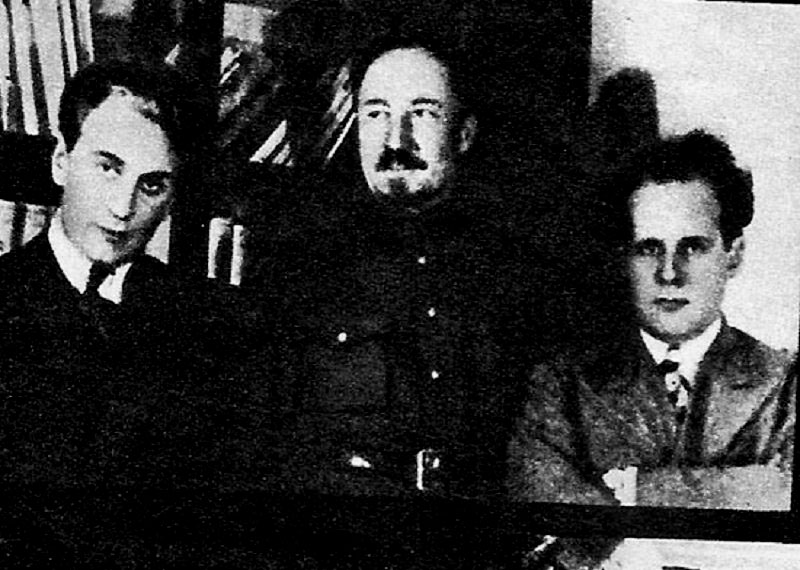
Grigorij Aleksandrow, Nikołaj Podwojski i Siergiej Eisenstein.

W 1921 roku dostał się na scenę moskiewskiego awangardowego teatru Proletkultu. Na początku swojej działalności artystycznej występował jako aktor w filmach Strajk oraz Pancernik Potiomkin Siergieja Eisensteina. Był także asystentem Eisensteina przy realizacji takich filmów, jak: Pancernik Potiomkin, Październik oraz Stare i nowe. W 1929 roku wyruszył z Eisensteinem i Eduardem Tissem do Francji, potem do Ameryki. Po powrocie do kraju zaczął samodzielnie zajmować się działalnością reżyserską, specjalizując się zwłaszcza w komedii muzycznej. Jego styl charakteryzował się połączeniem ekscentrycznej groteski z ludowym humorem.
Spoczywa pochowany na Cmentarzu Nowodziewiczym w Moskwie.

## Wybrana filmografia

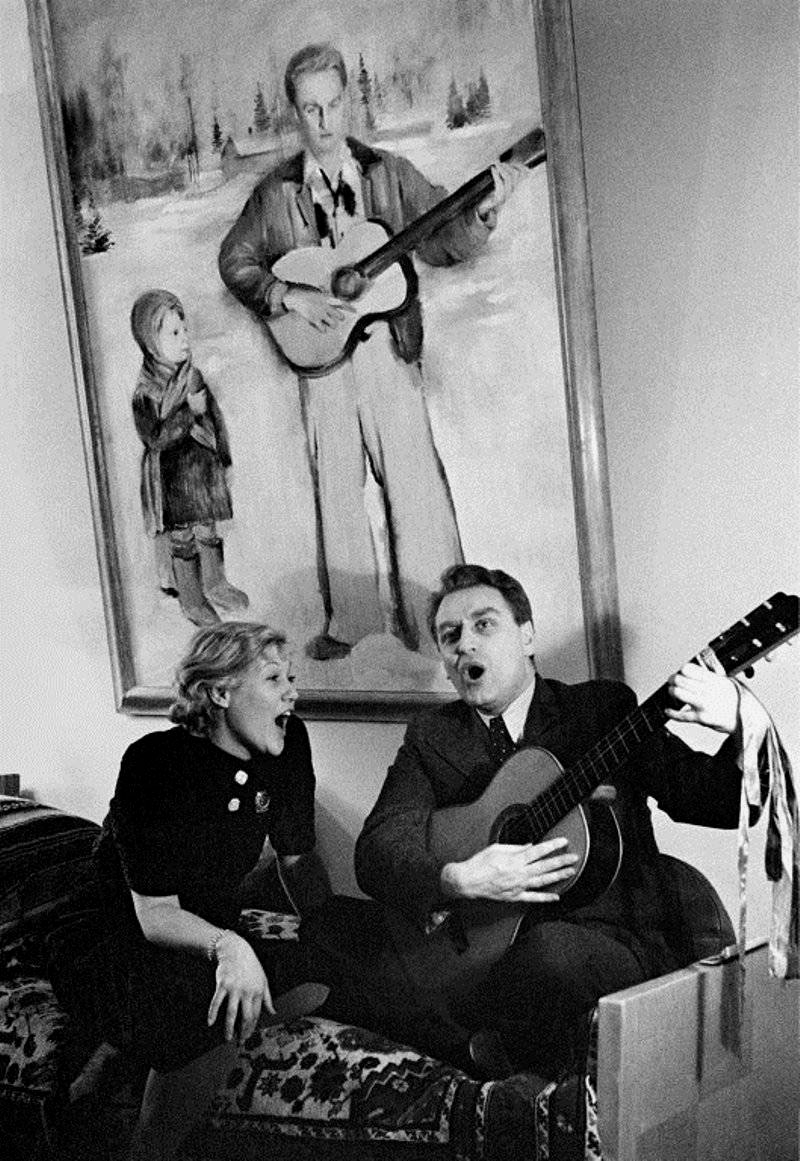
Lubow Orłowa i Grigorij Aleksandrow.

- 1924: Strajk – scenariusz, rola majstra w fabryce
- 1925: Pancernik Potiomkin – rola oficera Giliarowskiego, reżyser (z Siergiejem Eisensteinem)
- 1927: Październik – scenariusz
- 1929: Stare i nowe – scenariusz
- 1930: Romans sentymentalny – scenariusz, montaż
- 1932: Niech żyje Meksyk! – reżyser, montaż (z Siergiejem Eisensteinem)
- 1934: Świat się śmieje – scenariusz, reżyseria
- 1936: Cyrk – scenariusz, reżyseria
- 1938: Wołga-Wołga – scenariusz, reżyseria
- 1940: Jasna droga – scenariusz
- 1940: Wyzwolenie – zdjęcia
- 1947: Wiosna – scenariusz, reżyseria
- 1949: Spotkanie nad Łabą – reżyseria
- 1952: Czarodziej Glinka – scenariusz, reżyseria
- 1983: Lubow Orłowa – scenariusz, reżyseria

## Nagrody i nominacje
- 8. MFF w Wenecji (1947):
  - Wiosna – nagroda za najlepszy scenariusz
  - Wiosna – nominacja do Złotego Lwa
- MFF w Locarno (1953):
  - Czarodziej Glinka – nagroda

## Odznaczenia
- Medal „Sierp i Młot” Bohatera Pracy Socjalistycznej (23 stycznia 1973)
- Order Lenina – trzykrotnie (1939, 1950, 1973)
- Order Czerwonego Sztandaru Pracy – trzykrotnie (1953, 1963, 1967)
- Order Przyjaźni Narodów (1983)
- Order Czerwonej Gwiazdy (1935)
- Ludowy Artysta ZSRR (1948)
- Nagroda Stalinowska – dwukrotnie (1941, 1950)

Źródło: